# (466355) 2013 RY58
(466355) 2013 RY58 es un asteroide perteneciente al cinturón de asteroides, descubierto el 8 de mayo de 2005 por el equipo Spacewatch desde el Observatorio Nacional de Kitt Peak (Arizona, Estados Unidos).